# Hệ thống khoa học Trái Đất

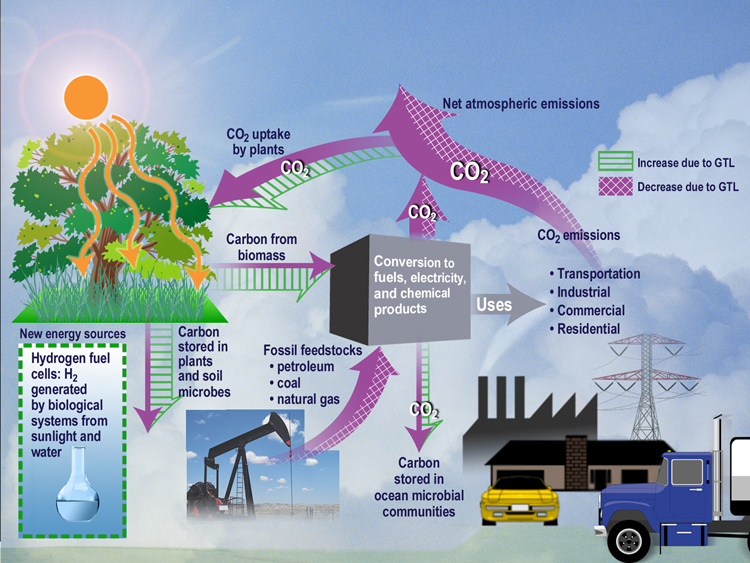
Một phân tích sinh thái của CO2 trong một hệ sinh thái. hệ thống sinh học, hệ sinh thái tìm kiếm toàn diện quan điểm về sự tương tác và giao à giữa các hệ thống sinh học và sinh thái.

Các khoa học Trái Đất là ứng dụng của hệ thống khoa học Trái Đất. Một cách cụ thể,nó xem xét các tương tác và 'phản hồi', thông qua các dòng vật chất và năng lượng, giữa các chu kỳ, quy trình và "khối cầu" của hệ thống Trái Đất—quyển khí, thủy quyển, tầng lạnh, địa kỹ thuật, không gian, thạch quyển, sinh quyển, and even the từ quyển—cũng như tác động của xã hội loài người đến các thành phần này. Ở quy mô rộng nhất, khoa học hệ thống Trái Đất tập hợp các nhà nghiên cứu trên cả khoa học tự nhiên và ngôn ngữ, từ các lĩnh vực bao gồm sinh thái học, kinh tế học,  địa lý học, địa chất học, khoa sông băng, khí tượng học, hải dương học, khí hậu học, cổ sinh vật học, xã hội học, and khoa học vũ trụ. Giống như chủ đề rộng hơn của khoa học hệ thống về cách  nhìn toàn diện về sự tương tác động giữa Trái Đất hình cầu và nhiều hệ thống con cấu thành của chúng thông lượng và quy trình, kết quả Tổ chức không gian và sự tiến hóa theo thời gian của các hệ thống này, và tính biến đổi, ổn định và không ổn định của chúng. Các tập hợp con của khoa học Hệ thống Trái Đất bao gồm hệ thống địa chất và hệ sinh thái, và nhiều khía cạnh của khoa học Hệ thống Trái Đất là nền tảng cho các môn học của địa vật lý và khoa học khí hậu.

## Khái niệm
Trung tâm tài nguyên giáo dục khoa học], Cao đẳng Carleton, đưa ra mô tả sau: "Khoa học hệ thống Trái Đất bao gồm hóa học, vật lý, sinh học, toán học và khoa học ứng dụng trong việc vượt qua các ranh giới kỷ luật để coi Trái Đất là một hệ thống tích hợp. Nó tìm hiểu sâu hơn về các tương tác vật lý, hóa học, sinh học và con người xác định quá khứ, hiện tại và tương lai của Trái Đất. Khoa học Hệ thống Trái Đất cung cấp một cơ sở vật chất để hiểu thế giới chúng ta đang sống và nhân loại tìm cách đạt được sự bền vững".
Khoa học Hệ thống Trái Đất đã đưa ra bốn đặc điểm bao quát, dứt khoát và cực kỳ quan trọng của Hệ thống Trái Đất, bao gồm:
1. Tính biến đổi: Nhiều 'chế độ' tự nhiên và khả năng biến đổi theo không gian và thời gian của Hệ thống Trái Đất vượt quá kinh nghiệm của con người, vì tính ổn định của Holocene gần đây. Do đó, nhiều khoa học về Hệ thống Trái Đất dựa vào các nghiên cứu về hành vi và mô hình trong quá khứ của Trái Đất để dự đoán hành vi trong tương lai để đối phó với áp lực.
2. Sự sống: Các quá trình sinh học đóng vai trò mạnh mẽ hơn nhiều trong hoạt động và phản ứng của Hệ thống Trái Đất so với suy nghĩ trước đây. Nó dường như là không thể thiếu đối với mọi bộ phận của Hệ thống Trái Đất.
3. Kết nối: Các quy trình được kết nối theo cách và trên các độ sâu và khoảng cách bên mà trước đây không thể biết và không thể tưởng tượng được.
4. Phi tuyến tính: Hành vi của Hệ thống Trái Đất được tiêu biểu hóa bởi các phi tuyến tính mạnh. Điều này có nghĩa là thay đổi đột ngột có thể dẫn đến khi những thay đổi tương đối nhỏ trong 'chức năng buộc' đẩy Hệ thống qua một "ngưỡng".

## Khoa học khí hậu

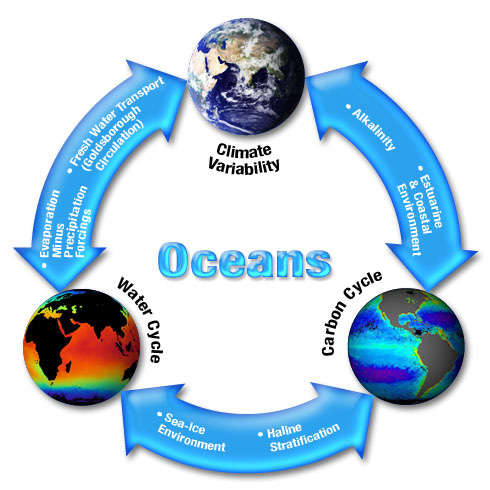
Sự tương tác động của Trái Đất đại dương, khí hậu, hệ thống địa hóa.